# Raining Men
Raining Men je píseň barbadoské popové zpěvačky Rihanny. Píseň se nachází na jejím šestém studiovém albu Loud. Produkce se ujal producent Mel & Mus. S touto písní ji vypomohla hip-hopová zpěvačka Nicki Minaj.

## Hitparáda
| Země                           | Umístění |
| ------------------------------ | -------- |
| US Billboard R&B/Hip-Hop songs | 48       |